# Église des Jésuites de Lucerne
Pour les articles homonymes, voir Église des Jésuites.
L'ancienne église des Jésuites (Jesuitenkirche) ou église Saint-François-Xavier est une église catholique baroque, sise dans la vieille ville de Lucerne en Suisse alémanique. Construite de 1666 à 1677, elle est dédiée au grand missionnaire de la Compagnie de Jésus, saint François-Xavier, et faisait partie de l'ancien collège jésuite. C'est un chef-d'œuvre de l'art baroque, notamment par ses stucs.

## Histoire

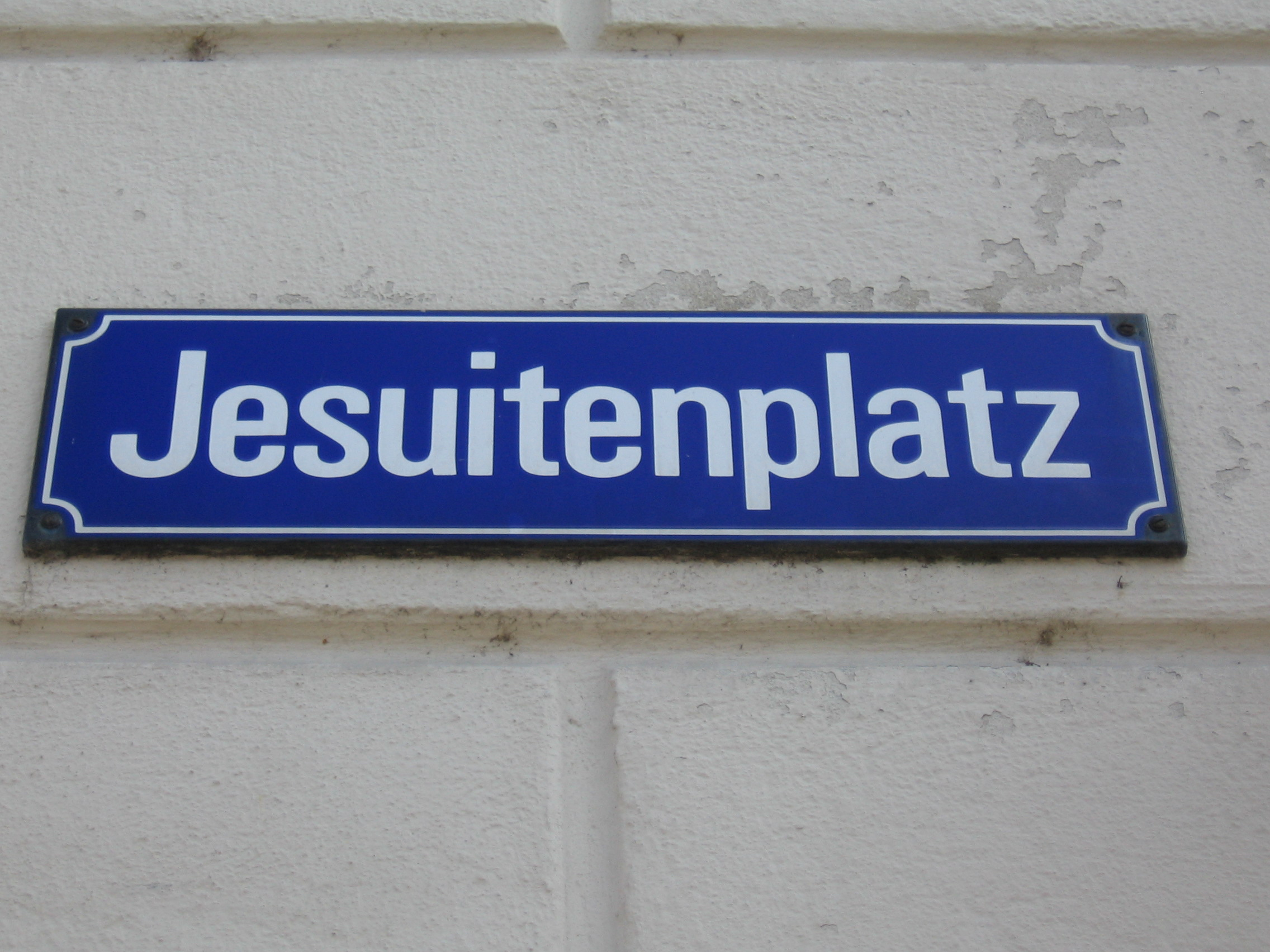
L'église se trouve sur la place des Jésuites

Pour les besoins du collège et du ministère pastoral des jésuites une première église, la chapelle Saint-Denis La Fontaine, est construite de 1588 à 1591 à l'ouest du Rittersche Palast. Mais elle est vite devenue trop petite, et dès 1630 l'idée circule de mettre en chantier une grande œuvre. Cependant la réalisation concrète du projet ne prendra forme qu'à partir du 3 décembre 1666, fête de saint François Xavier. Ce jour-là la première pierre du nouvel édifice est posée.
L'église est mise en chantier en 1666 sur la rive gauche de la Reuss, et les travaux sont rondement menés. En 1669, la structure du bâtiment est achevée et elle est sous toit. Vitraux, fenêtres et façade sont achevés en 1672. L'ameublement et la décoration intérieure n'étaient pas encore terminés lorsque, le 29 août 1677, l'édifice est consacré en grande pompe, et dédié à saint François Xavier.   

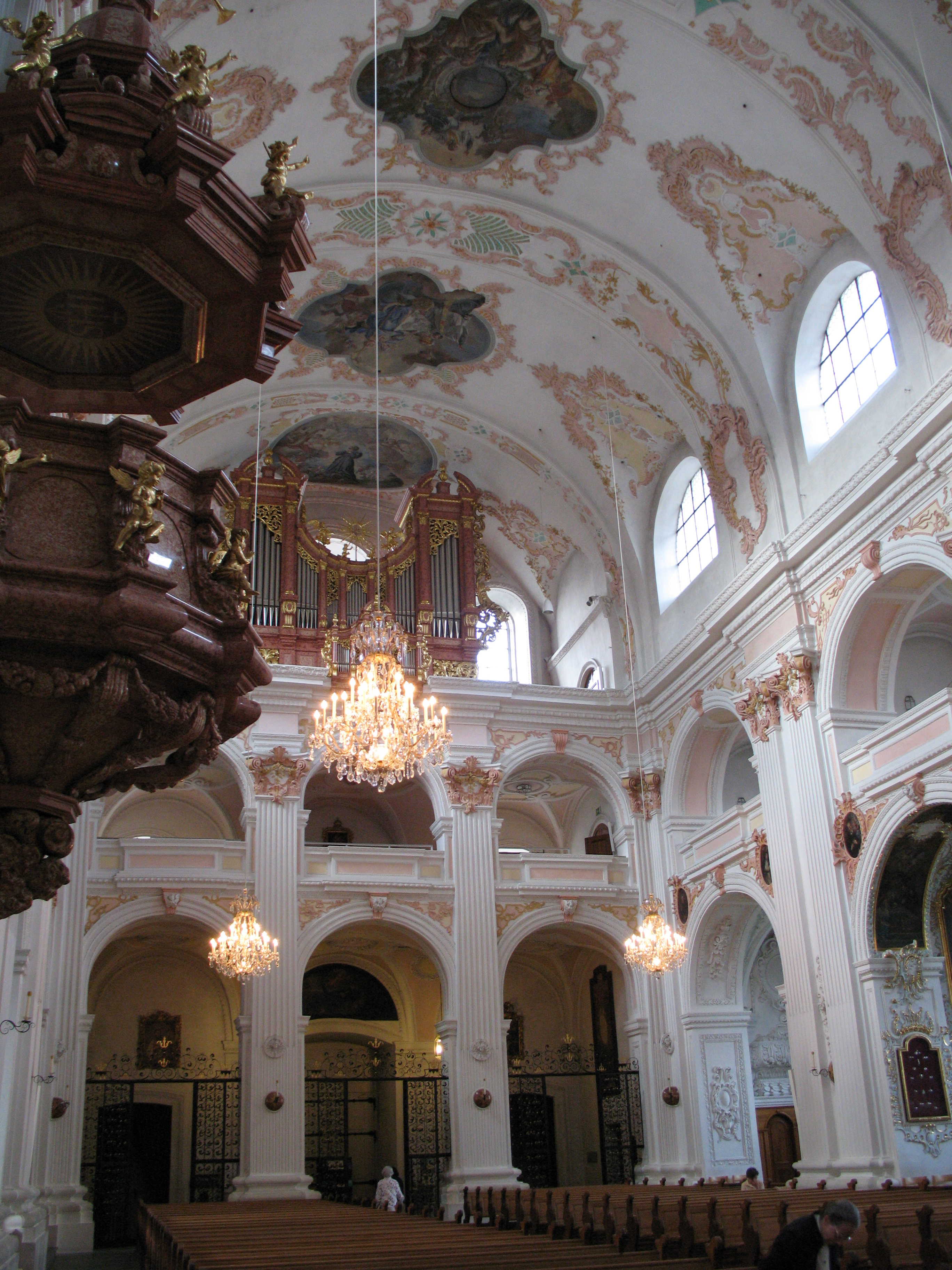
Chaire et orgue de l'église

L'architecte n'est pas connu avec certitude. Plusieurs noms sont cités : Michael Beer de Bregenz au Voralberg, le jésuite Christopher Vogler, professeur au collège voisin, ou un certain Tommaso Comacio, d'origine italienne, auteur de l'église de Baden-Baden, aujourd'hui disparue. Il est probable en fait que plusieurs architectes y mirent la main. C'est à l'époque la plus grande église baroque des Alpes suisses.

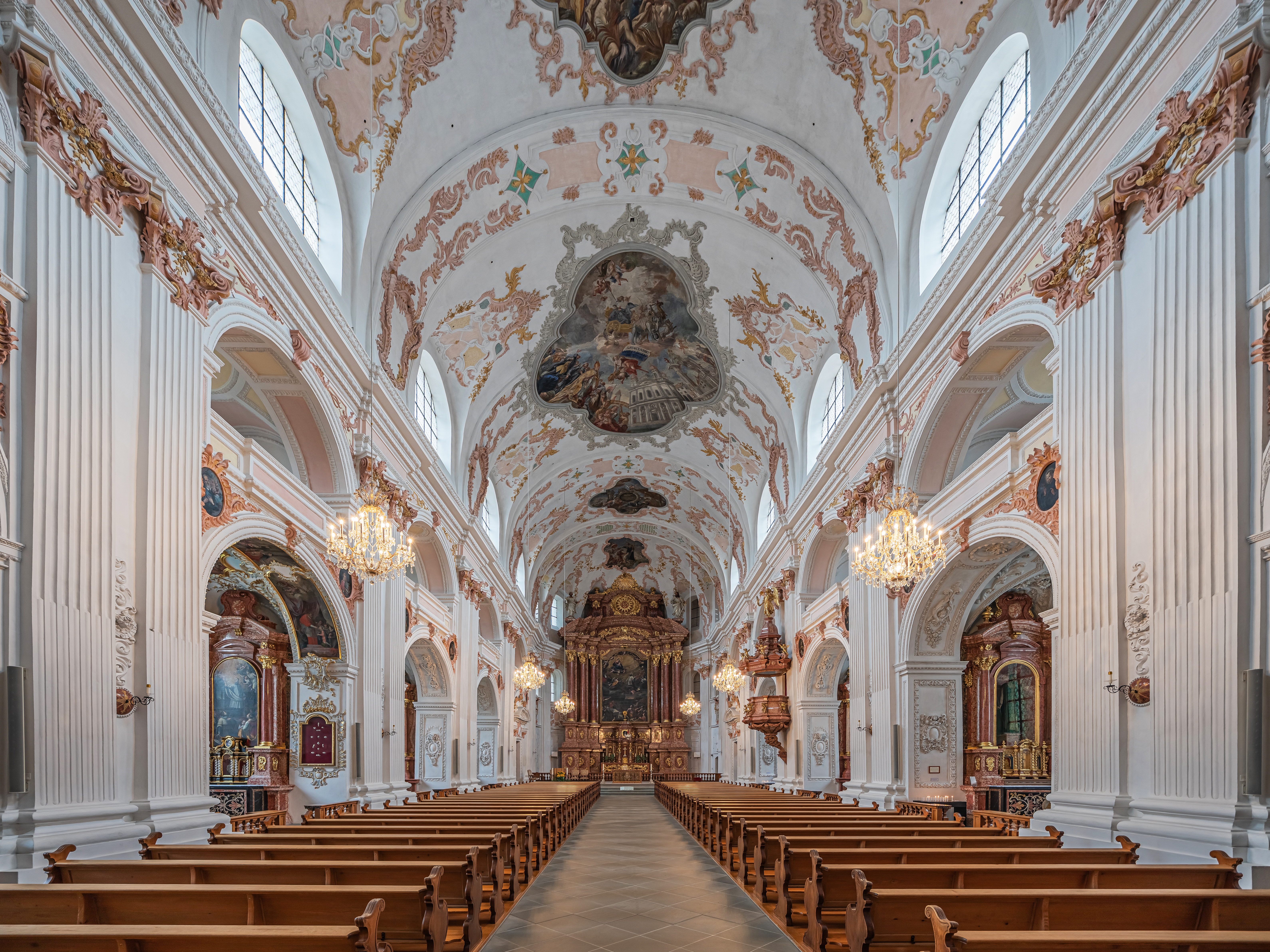
Intérieur baroque de l'église des Jésuites

Le frère jésuite Heinrich Mayer est avec certitude l'auteur des chapelles intérieures latérales avec leurs stucatures. Il est indubitablement le maître d'œuvre en ce qui concerne l'intérieur de l'église, y compris le maître autel qui ne fut installé qu'en 1681 et qui représente le modèle le plus ancien de l'école de Wessobrunn.
L'église fait partie du complexe de bâtiments qui formaient le collège des Jésuites en 1755.
Des altérations ultérieures ont lieu. En 1746, la façade est restaurée par l'architecte de la ville, Hans Urban. Trois ans plus tard, en 1749, la décoration en stuc de l'intérieur est refaite. En 1893, les deux tours, restées inachevées, reçoivent leur bulbe. De nouvelles restaurations sont faites en 1957-1958 et en 1974-1980, alors que le bâtiment est inscrit comme bien culturel d'importance nationale.